# BTG3
BTG3‏ (BTG anti-proliferation factor 3) هوَ بروتين يُشَفر بواسطة جين BTG3 في الإنسان.